# Granoturris presleyi
Granoturris presleyi is een slakkensoort uit de familie van de Mangeliidae. De wetenschappelijke naam van de soort is voor het eerst geldig gepubliceerd in 1972 door William G. Lyons. Het  holotype werd gevonden nabij Egmont Key, Florida, in 1967 en de soort is genoemd naar de bioloog Robert F. Presley.